# Cung điện Bojańczyk ở Włocławek
Cung điện Bojańczyk ở Włocławek (tiếng Ba Lan: Pałac Bojańczyka we Włocławku) là một cung điện lâu đời có từ cuối thế kỷ 19, tọa lạc ở Phố Szpitalna, Włocławek, Ba Lan. Cung điện này nổi tiếng với những cây cổ thụ và một khu vườn xanh mát nằm gần những con đường đi bộ.

## Lịch sử
Năm 1881, công trình kiến trúc này được xây dựng dành cho gia đình Bojańczyk, một gia đình hoạt động trong lĩnh vực công nghiệp và sản xuất bia. Các thành viên trong gia đình Bojańczyk rất nổi tiếng vì có đóng góp và tham gia trong nhiều tổ chức như: Sở cứu hỏa tình nguyện Włocławek, Hiệp hội Chèo thuyền Ba Lan (PZTW) và có một số chức vụ trong cơ quan chính quyền địa phương.
Cung điện như hiện nay đã được những người chủ mới trùng tu và biến thành khách sạn và nhà hàng. Từ năm 2003, Khách sạn Aleksander đặt trụ sở tại đây.

## Kiến trúc
Cung điện được thiết kế dựa theo chủ nghĩa chiết trung, được xây dựng bằng gạch màu trên một mặt phẳng giống hình chữ T. Phần thân chính một tầng của cung điện được đặt tiếp giáp với một gian nhà hai tầng ở phía Đông. Phía trước cung điện có một tòa tháp hình vuông là lối vào chính. Cung điện được lợp mái ngói. Trên đỉnh mái ngói có treo một lá cờ ghi thông tin về ngày xây dựng.